# Gare d'Arita
La gare d'Arita (有田駅, Arita-eki) est une gare ferroviaire du bourg d'Arita, dans la préfecture de Saga au Japon. Elle est exploitée par les compagnies JR Kyushu et Matsuura Railway.

## Situation ferroviaire
La gare d'Arita est située au point kilométrique (PK) 28,2 de la ligne Sasebo. Elle marque le début de la ligne Nishi-Kyūshū.

## Histoire
La gare a été inaugurée le 10 juillet 1897.

## Service des voyageurs

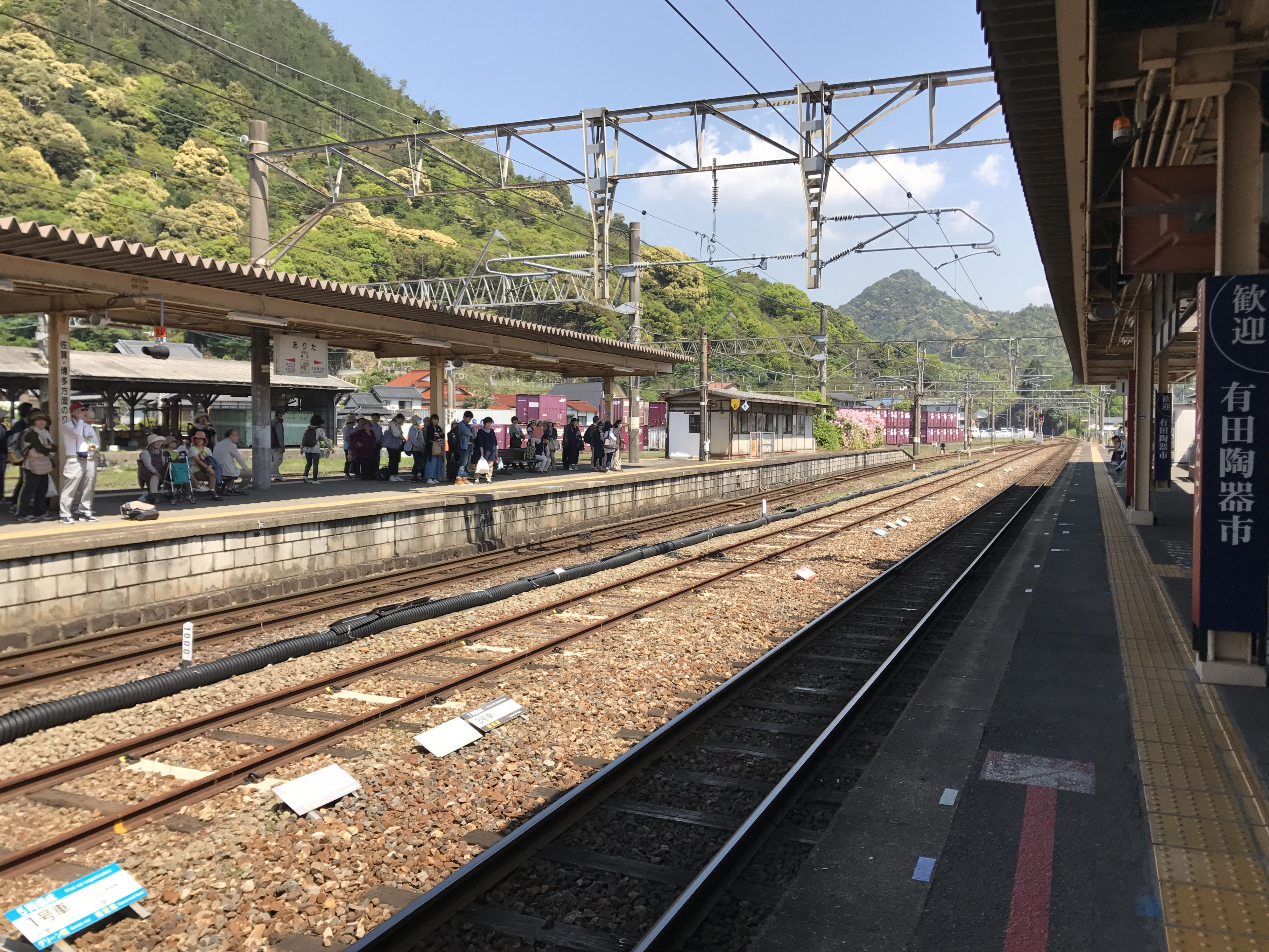
Vue des quais.

### Accueil
La gare dispose d'un bâtiment voyageurs ouvert tous les jours, avec des guichets et des automates pour l'achat de titres de transport.

### Desserte

#### JR Kyushu
- Ligne Sasebo :
  - voie 1 : direction Haiki, Sasebo et Huis Ten Bosch
  - voie 2 : direction Kōhoku, Tosu et Hakata

#### Matsuura Railway
- Ligne Nishi-Kyūshū :
  - voie 3 : direction Imari